# Antonio Acevedo Hernández

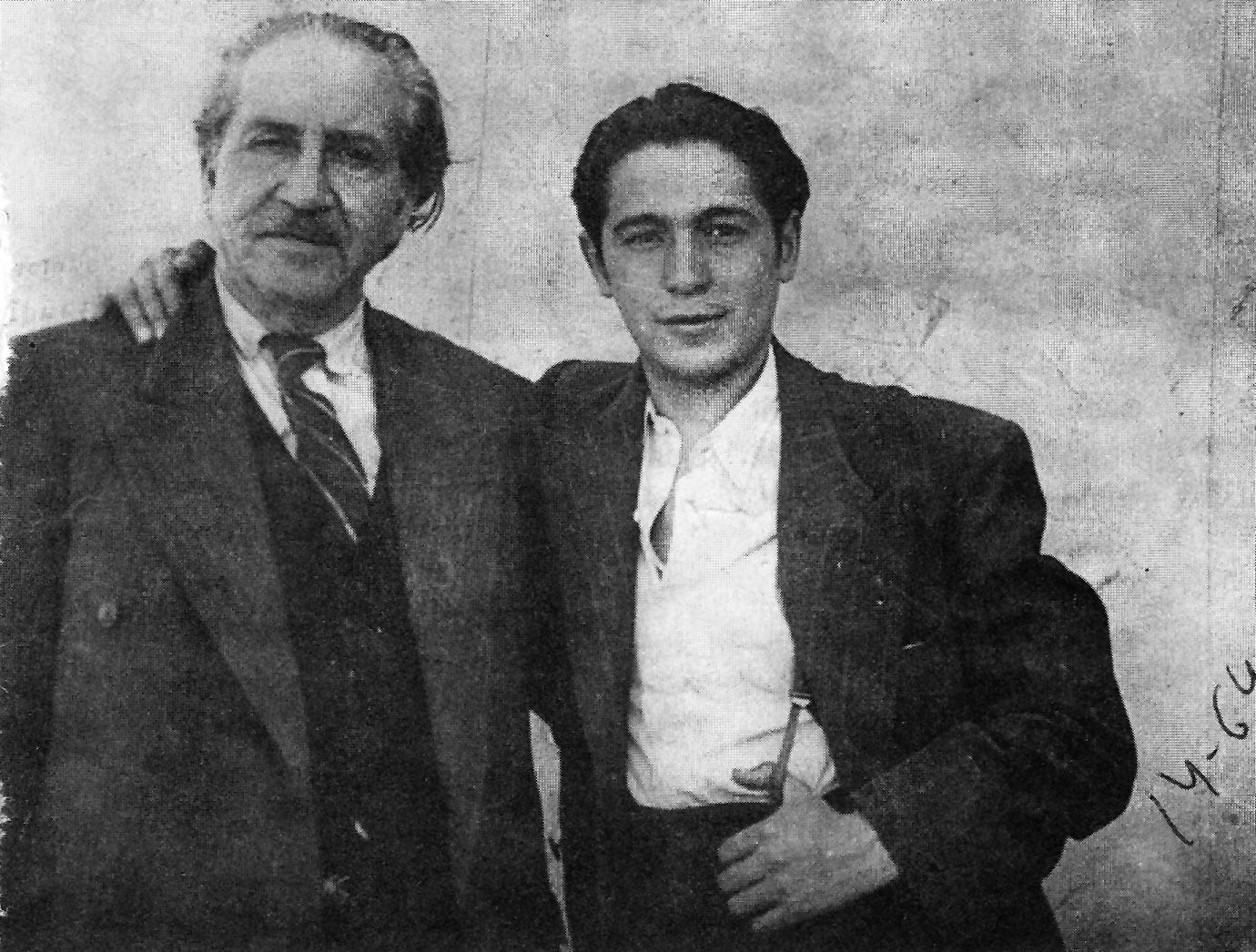
Antonio Acevedo Hernández junto a Nicomedes Guzmán ca. 1944.

Antonio Acevedo Hernández (Tracacura, Angol, 8 de marzo de 1886-Santiago, 1 de diciembre de 1962) fue un prolífico escritor y dramaturgo chileno, de formación autodidacta. Escribió teatro, novela, cuento, crónica literaria y periodística, ensayo, poesía popular y recopilación folclórica. Su obra, junto a la de autores como Germán Luco Cruchaga y Armando Moock, consolidó los inicios de la dramaturgia chilena.

## Biografía
Fue hijo de Luis Acevedo Astorga (uno de los soldados de la Guerra del Pacífico) y de María Hernández Urbistondo. Después de haber vivido sus primeros años en Tracacura, se trasladó a Temuco. Cuando tenía 10 años, se internó en los bosques de la zona, donde había taladores que le enseñaron el dominio de las armas blancas. Fue analfabeto hasta que se trasladó a la ciudad de Chillán, en donde ingresó a la Escuela Taller, tomando la especialidad de Carpintería.  Sin embargo, su precaria situación económica lo obligaba a trabajar desempeñando múltiples oficios (hachero, cargador, vendedor de ferias y carpintero). Permaneció en la escuela durante un año, en que aprendió a leer y escribir.
A los dieciséis años de edad decidió trasladarse a Santiago. Para lograrlo, caminó cuatro días sin comer hasta llegar a Linares en donde, un conocido de su padre le proporcionó un pasaje de tercera hasta la capital. En esa época, en Santiago bullía la literaria «generación del 900», con figuras de la literatura chilena tan importantes como Pedro Antonio González, Carlos Pezoa Véliz, Fernando Santiván, Pedro Prado y Juan D'Halmar. Sin embargo, Antonio no se vinculará tanto con esta generación como con el movimiento impulsado por Luis Emilio Recabarren.
En consecuencia con el compromiso que adquirió con este movimiento social es que en 1903 participa en la huelga portuaria de Valparaíso, luego, en una huelga ferroviaria en Caleta Abarca; y en 1905 en otra, en la capital. Dentro de estos movimientos es que en 1913 conoce a Domingo Gómez Rojas, quien lee su obra y lo entusiasma para ofrecerla en los teatros. Este sería el paso inicial para una progresiva masificación de su dramaturgia.
Mientras escribía y ofrecía sus obras a los teatros, debió continuar trabajando como empleado en tiendas, en el Registro Civil e incluso realizando algunos matches de box. Sin embargo, luego es contratado por la Compañía de teatro Pellicer para barrer los camarines, atender los mandados de los artistas, ser apuntador, vigilante, "arreglador de textos", o lo que hiciera falta. Desde ese entonces, año a año su producción aumentaba, así como el avance del teatro chileno dentro del país.
También se desempeñó como director de cine, realizando películas como Almas perdidas (1923) y Agua de vertiente (1924), esta última la primera producción cinematográfica chilena en presentar un desnudo femenino.
Sus duros años de vida y la arteriosclerosis lo hará perder progresivamente sus facultades intelectuales hasta el momento de su muerte. Sus funerales fueron grandiosos. Lo único grandioso que tuvo en su vida. Masas de gentes se apostaron en las calles y arrojaron flores al paso del féretro. Despidieron sus restos en el Cementerio General de Santiago representantes de todas las condiciones políticas y ramas sociales, recibiendo así su cuerpo sin vida los honores de los más grandes, de aquellos que muchas veces quisieron negarle el derecho a la vida.

## Características de sus obras
Su obra buscaba, en primer lugar, abandonar la frecuente imitación de los espectáculos teatrales que estaban en boga en aquella época (zarzuelas y comedias ligeras, entre otros), por ello muchas veces su trasfondo es autobiográfico. Su realidad proletaria es pieza fundamental de cada una de sus creaciones. Por ello, la mayoría de sus obras se hablan sobreexplotación, marginalidad, alcoholismo, violencia, y las problemáticas sociales de campesinos, mineros, obreros y manufactureros. Sus textos son influenciados tanto por el folclor y la religiosidad popular, como por su propia lectura, intuitiva muchas veces, de textos que van desde los clásicos, hasta producciones enmarcadas en las corrientes ideológicas del socialismo y anarquismo.  Acevedo Hernández incursiona en este tipo de teatro, socialmente comprometido, antes de la publicación de «El teatro político» de Erwin Piscator en 1929 y de «El pequeño Organón» de Bertolt Brecht en 1948.
La fuerza policial intervino en las representaciones de sus obras en varias ocasiones, ya sea por censura o porque se provocaban desórdenes dentro del teatro; en una ocasión, durante el estreno de Los deportados en 1931, alguien del público llegó a disparar a un actor que interpretaba a un policía.

## Obras

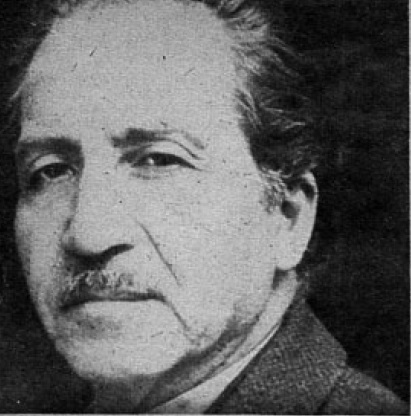
Antonio Acevedo Hernández en 1942.

- Almas Perdidas (1917). Comedia en tres actos. Nascimento. Corrección, Santiago: El Progreso, 1918 Esa es la Primera Edición.
- Irredentos (1918). Drama en tres actos y prosa. Sociedad Impr. i Litogr. Universo.
- Piedra Azul (1920). Novela. Astra.
- La Canción Rota (1921). Novela.  Ed. de la Federación Obrera.
- La raza fuerte (1924).
- la hija de todos (1926). Impr. Sociedad Boletín Comercial Salas & Cia.
- Árbol Viejo (1927). Comedia en tres actos. Nascimento.
- Caín (1927). Tragedia bíblica en dos actos. Nascimento.
- Manuel Luceño (1927). Novela. Aventura.
- Camino de flores (1929). Leyenda dramática en un acto y prosa. Nascimento.
- De pura cepa (1929). Sainete en un acto. Nascimento.
- Croquis chilenos (1931). Crónicas y relatos. Editorial Zig - Zag.
- Las Santiaguinas (1931).
- Por el atajo (1932). Comedia dramática en cuatro actos. Nascimento.
- La canción rota (1933). Drama en tres actos. Nascimento.
- Los cantores populares chilenos (1933). Editorial Nascimento.
- Cardo negro (1933). Comedia en tres actos. Nascimento.
- Angélica (1934). Comedia en tres actos. Nascimento.
- El libro de la tierra chilena (1935). Ediciones Ercilla.
- Joaquín Murieta (1936). Drama en seis actos. Ediciones Ercilla.
- Chañarcillo (1936).
- Las aventuras del roto Juan (1938). Epopeyas nacionales contadas en versos criollos. Ercilla.
- Algo de lo que Ud. ha cantado y canta (1939). Recopilación. Editorial Ercilla.
- Canciones populares chilenas (1939). Recopilación. Editorial Ercilla.
- La leyenda de la felicidad (1943). Editorial Zig - Zag.
- Pedro Urdemales (1947). Novela. Editorial Cultura.
- Leyendas chilenas (1952). Editorial Nascimento.
- La cueca: orígenes, historia y antología (1953). Editorial Nascimento.
- Retablo pintoresco de Chile (1953).
- El triángulo tiene cuatro lados (1963).

## Premios y distinciones
- Premio Municipal de Literatura de Santiago 1937, categoría Teatro, por Chañarcillo
- Premio Municipal de Literatura de Santiago 1948, categoría Novela, por Pedro Urdemales
- Premio de periodismo Camilo Hernández en 1950
- Premio Nacional de Arte mención Teatro, en 1954